# Dollar (singolo)
Dollar è una canzone della cantante americana Becky G con il cantante Myke Towers.
Il singolo è il quarto estratto dall’album Mala santa.